# Numéro deux (roman)
Pour l’article homonyme, voir Numéro deux.
Numéro deux est un roman de David Foenkinos paru aux éditions Gallimard en 2022.
Le roman relate l'histoire fictive de Martin Hill, un jeune garçon ayant été repéré par le producteur des films Harry Potter en 1999. Après avoir échoué au casting final face à Daniel Radcliffe, il ne parvient pas à surmonter son sentiment d'échec du fait d'être témoin en tous lieux et en toutes circonstances du phénomène Harry Potter et du succès grandissant du garçon qui lui a « volé » son destin.
Peu connaisseur de l'univers de Harry Potter avant 2020, David Foenkinos s'intéresse au casting du premier film de la saga après l'avoir regardé avec son fils et à la vie de la romancière J. K. Rowling pendant le confinement instauré en France au moment de la pandémie de Covid-19. En découvrant qu'au moment de choisir entre les deux derniers garçons pré-retenus pour le rôle de Harry Potter, Radcliffe a finalement été choisi parce qu'il avait « un petit quelque chose en plus », Foenkinos se penche alors sur l’immense sentiment d'échec qu'a pu ressentir le garçon « numéro deux » et sur sa reconstruction.
L'humour, le rythme vif et l'optimisme du roman font qu'il est globalement bien accueilli par les critiques francophones.

## Présentation

### Résumé
En 1999, les producteurs des films Harry Potter auditionnent des centaines d'enfants pour trouver le garçon qui interprétera le héros imaginé par J. K. Rowling. Il n'en reste plus que deux : Daniel Radcliffe et Martin Hill. Tandis que Radcliffe est choisi pour le rôle qui bouleversera sa vie, l'auteur se penche alors sur le destin de Martin Hill,.

### Personnages
Martin Hill
Martin Hill est le personnage principal du roman. Le lecteur suit son histoire depuis sa naissance en juin 1989 en Angleterre jusqu'à ses 30 ans environ. Il porte des lunettes rondes et des cheveux en bataille. Son échec au casting de Harry Potter vers l'âge de 10 ans et la déferlante mondiale provoquée par la sortie du premier film, des romans successifs et des films suivants, font qu'il est impossible pour lui d'oublier son échec. Sa phobie est grandissante, au point qu'il lui suffit de voir un exemplaire de Harry Potter pour sombrer dans une nouvelle crise d'angoisse. Il devient très solitaire et la première solution qu'il envisage à son problème est de s'isoler du reste du monde. Adulte, il devient gardien puis cadre au musée du Louvre. Une manière pour lui de s'éloigner du merchandising Harry Potter et de rencontrer d'autres « numéro deux » (comme Karim) qui, comme lui, cherchent à fuir l'actualité pour d'autres raisons personnelles.
John Hill
John est le père de Martin. Il est assistant décorateur de cinéma, travaillant pour Stuart Craig, et c’est en accompagnant son père sur le plateau de tournage de Coup de foudre à Notting Hill que Martin fait la connaissance du producteur David Heyman, venu rencontrer Richard Curtis en vue d'adapter Harry Potter au cinéma. Souffrant d'un cancer des poumons, John meurt peu de temps après les essais de Martin.
Jeanne Godard
Jeanne est la mère française de Martin. Elle est journaliste politique au Guardian entre la France et l'Angleterre. Lorsque Martin a neuf ans et que Jeanne se sépare de John, elle décide de partir vivre à Paris tout en voyant Martin régulièrement. Après la mort de John, elle accueille Martin chez elle où elle vit avec son compagnon Marc, et le soutient dans ses projets, espérant le voir surmonter sa solitude et son sentiment d'échec.

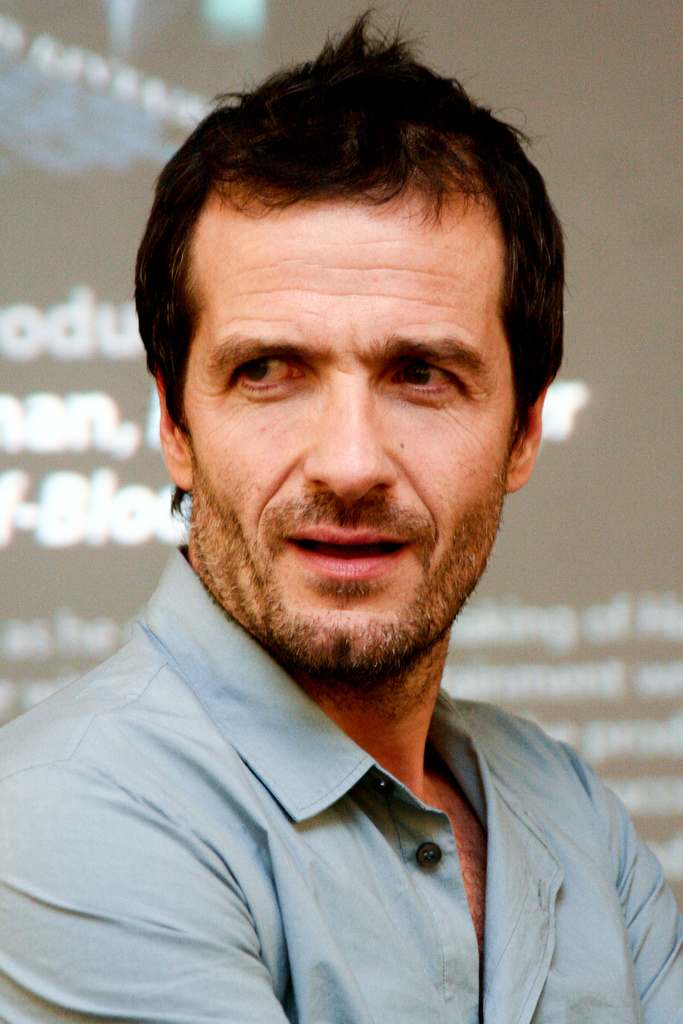
Le producteur David Heyman.

David Heyman
David Heyman est le producteur des films Harry Potter. Le livre décrit notamment sa découverte du manuscrit de Harry Potter à l'école des sorciers grâce à son assistante de production, sa rencontre avec J. K. Rowling, ainsi que sa rencontre avec Daniel Radcliffe (au théâtre) et avec Martin (sur le plateau de tournage de Coup de foudre à Notting Hill). Il invite Martin à participer aux essais pour le casting de Harry Potter. Plus tard, il est celui qui est chargé d'annoncer avec délicatesse au jeune garçon qu'il n'est finalement pas choisi pour interpréter le rôle.
J. K. Rowling
L'auteure des romans Harry Potter, Joanne Rowling, apparaît dans l'œuvre, notamment lors de sa rencontre avec David Heyman pour évoquer l'adaptation cinématographique.
David Foenkinos s'attarde par ailleurs sur sa biographie en parallèle de l’histoire de Martin.
Susie Figgis
Co-directrice du casting de Harry Potter, Susie Figgis est chargée de choisir le jeune acteur de 10 ans qui interprètera Harry Potter parmi des dizaines d'enfants. Elle fait passer les essais et se trouve charmée par les prestations de Martin Hill et de Daniel Radcliffe.
Marc
Marc est le beau-père de Martin. Lorsque sa mère Jeanne n'est pas là, Martin est harcelé par Marc et par son fils Hugo, qui s'amusent de son mal-être constant. Jeanne se sépare de Marc lorsqu'elle prend conscience de sa perfidie.
Karim
Karim est un collègue de Martin au Louvre, qui, pour sa part, est devenu un « numéro deux » à la suite d'un casting pour le film Un prophète d'Audiard. Après avoir été recruté par Martin, ils deviennent amis et s'entraident pour surmonter leur sentiment d'échec.
Sophie
Sophie est la compagne de Martin alors qu'il est âgé d'une trentaine d'années. Elle l’aide à surmonter son mal-être en l'incitant notamment à écrire son autobiographie, puis en organisant une rencontre avec Daniel Radcliffe.
Daniel Radcliffe
Contacté par Sophie, Daniel Radcliffe rencontre Martin à la fin du roman. Il évoque avec lui les inconvénients pesants de sa vie d'acteur et aide Martin à relativiser.

## Idée et publication

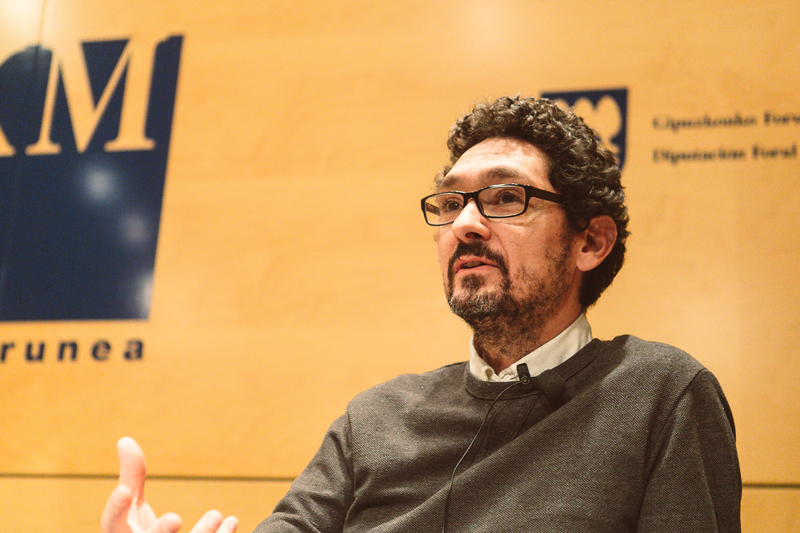
David Foenkinos tient l'idée du roman en 2020, après s'être renseigné sur le casting des films Harry Potter et sur J. K. Rowling.

En 2020, pendant le confinement instauré au moment de la pandémie de Covid-19, David Foenkinos regarde avec son fils le premier film Harry Potter, diffusé à la télévision française. Il ne connait que très peu l'univers de Harry Potter et se documente alors sur Wikipédia et sur d'autres sources d'informations au sujet des films et de J. K. Rowling, dont le destin le fascine,. 
En lisant une interview accordée au Huffington Post en 2016 par Janet Hirshenson (co-directrice de casting des films avec Susie Figgis), Foenkinos découvre qu'au moment de choisir entre les deux derniers garçons pré-retenus pour le rôle de Harry Potter, Daniel Radcliffe a été finalement choisi parce qu'il avait « un petit quelque chose en plus ». Interpellé par ce détail qui a fait la différence, l'auteur décide d'imaginer le destin du deuxième garçon et de raconter comment celui-ci a pu faire face à son profond sentiment d'échec.
Le roman est publié le 6 janvier 2022 chez Gallimard, qui est également l'éditeur francophone des romans Harry Potter. Foenkinos n'a pas eu l'approbation de J. K. Rowling, ni de Warner Bros.

## Thématique
Comme la plupart des romans de David Foenkinos, Numéro deux aborde le thème de l’épreuve et de la deuxième chance. L’écrivain explique cette récurrence au fait d’avoir frôlé la mort durant son adolescence à cause d’une grave maladie pulmonaire.

## Accueil
Pour La Croix, le roman est une « réflexion sur la reconstruction [de soi] sur fond du succès de la saga Harry Potter […] : une matière formidable où David Foenkinos puise à sa guise ». Le quotidien évoque également l'humour « teinté de mélancolie » de Foenkinos, qui interroge « sur la définition, toute relative, de la réussite ».
La critique québécoise est également positive. Pour La Presse, « [L]a plume irrésistible [de David Foenkinos] parvient malgré tout à nous faire sourire à travers la succession de malheurs qui frappent le pauvre [Martin] » et l’auteur parvient à montrer « qu’il n’est peut-être jamais trop tard pour prendre sa vie en main […] même si l’on est soumis aujourd’hui plus que jamais à la dictature du bonheur des autres ». Le Devoir évoque le rythme vif et « sautillant » du roman, avec néanmoins un côté « améliepoulainesque » parfois agaçant.
David Foenkinos évoque l'enthousiasme des fans de l'Univers de Harry Potter pour son roman, alors que le contenu n'était pas, selon lui, particulièrement destiné aux spécialistes du sujet,,. Pour l’administrateur du wiki Harry Potter, dont l'avis a été publié sur le site de La Gazette du sorcier, Numéro deux n'est pas simplement un prétexte pour aborder Harry Potter, mais utilise de manière concrète l’ampleur du phénomène pour raconter la lutte quotidienne d'un personnage contre le déterminisme, contre un mal que le hasard a forgé, pour « reprendre possession de son destin et de ses propres émotions ».

## Projet d'adaptation
David Foenkinos a reçu de nombreuses propositions d'adaptation cinématographique pour Numéro deux. Il se dit intéressé par le projet, en imaginant Pierre Niney dans le rôle de Martin Hill, tout en précisant qu'un accord préalable de la Warner Bros serait de toute façon nécessaire pour adapter le roman au cinéma.